# 高津忠夫
高津 忠夫（たかつ ただお、1910年〈明治43年〉3月3日 - 1974年〈昭和49年〉12月6日）は、日本の医師、小児科学者。東京大学名誉教授。栄典は正五位・勲二等旭日重光章。学位は医学博士（東京大学・1939年）。

## 人物
日本における小児神経学の黎明期には『小児のてんかんは精神科ではなく小児科で診る』の考えのもと診療をおこなった。
1961年に『日本小児神経学会』の前身にあたる小児臨床神経学研究会を設立、1967年に『日本小児腎臓病学会』の前身にあたる日本小児腎臓病研究会を設立した。他にも研究会や勉強会の立ち上げをおこない、日本の小児科学の発展、治療、研究等に大きな功績を残した。
また日本初の輸液用電解質液（ソリタ-T1等）の開発者としても知られている。

## 来歴
広島県生まれ。1933年〈昭和8年〉東京帝国大学医学部卒、同年、東京大学医学部 小児科教室副手、1939年医学博士取得。1944年山梨県立医学専門学校教授、1947年山梨県立病院小児科部長、1949年松本医科大学講師、同年、信州大学教授。
1954年東京大学医学部教授、1961年日本小児科学会理事長（併任）、1966年東京大学医学部保健学科母子保健学初代主任教授（現東京大学大学院医学系研究科国際保健学専攻国際生物医科学講座発達医科学）、1970年東京大学定年退官、東京大学名誉教授。
1970年杏林大学医学部小児科学教室初代主任教授、杏林大学医学部付属病院院長（併任）に着任した。
1974年〈昭和49年〉没後、正五位・勲二等旭日重光章受勲。

## 著書
- 『乳児消化不良性中毒症』 (医家叢書) 日本医学雑誌, 1950
- 『下剤・止瀉剤とその臨床』 (治療薬叢書) 医歯薬出版, 1953
- 『乳児下痢症の治療』医学書院, 1954
- 『小児科学講義』診断と治療社, 1959

### 共編著・監修
- 『救急療法 改訂3版』星子直行,戸塚忠政共著. 金原出版, 1955
- 『ポリオ 急性灰白髄炎(脊髄性小児麻痺)の最新の知見 臨牀の進歩』平山宗宏ほか共著 永井書店, 1956
- 『小児科最近の進歩』第1ー2集　中村兼次共編. 医歯薬出版, 1956-59
- 『東大小児科治療指針』監修. 診断と治療社, 1958
- 『日本小児科全書 第3編  小児疾患の症状と診断』吉田久,馬場一雄共著 金原出版, 1962
- 『小児科学』編. 医学書院, 1963
- 『小児薬用量』編. 診断と治療社, 1964
- 『現代小児科学大系 第7巻』遠城寺宗徳,永井秀夫,西澤義人共監修,荒川雅男,永山徳郎,山田尚達編集. 中山書店, 1968.11
- 『病態栄養学双書 10  小児』松見富士夫共編 日本栄養士会編. 第一出版, 1970
- 『母子保健学の進歩 第1集(1970年)』平山宗宏共編. 診断と治療社, 1970
- 『予防接種の手帖 じょうずに予防接種を受けるために』福見秀雄共著 近代医学社, 1971.9

翻訳
- ベンジャミン・スポック, マイケル・B.ローゼンバーグ共著『スポック博士の育児書』奥山和男共監修, 暮しの手帖翻訳グループ訳. 暮しの手帖社, 1966

## 所属学会
- 日本小児科学会
- 日本小児神経学会

など